# مارشا فريدمان
مارشا فريدمان (بالعبرية: מרשה פרידמן‏) (ولدت في 17 يوليو 1938) ناشطة أمريكية-إسرائيلية لصالح السلام، وحقوق المرأة، وحقوق المثليين. في بدايات سبعينيات القرن العشرين، ساعدت في إنشاء الحركة النسوية في إسرائيل وقيادتها. كانت فريدمان الرئيس المؤسس للتحالف اليهودي للعدالة والسلام، ورئيسة سابقة لمهرجان سان فرانسيسكو السينمائي اليهودي.

## سيرتها الذاتية
ولدت مارشا في نيوآرك في الولايات المتحدة، وحصلت على شهادة البكالوريوس من جامعة بينينغتون وشهادة ماجستير الآداب من جامعة نيويورك. كانت ناشطة في حركة الحقوق المدنية الأمريكية بين عامَي 1960 و1967. عام 1967 هاجرت إلى إسرائيل، وسرعان ما أصبحت ناشطة ومشاركة في السياسة. اشتُهرَت بسبب رغبتها في تحسين قوانين الإجهاض ورفع الوعي بشأن حركة الحقوق المدنية. ساهمت في تأسيس الحركة النسوية الإسرائيلية عام 1971.
في عام 1973، قررت الحركة النسوية دعم حركة الحقوق المدنية التي يقودها حزب راتز السياسي - شولاميت ألوني. جذبت فريدمان انتباه شولاميت ألوني بفضل شغفها والتزامها وحماسها للحركة. وقد فاز الحزب بثلاثة مقاعد في الكنيست الإسرائيلي، وطلبت ألوني من فريدمان أن تكون في المقعد الثالث للحزب وانتُخبَت فريدمان إلى الكنيست. بعد ذلك، اندمج حزب راتز مع Ya'ad لحركة الحقوق المدنية، ولكن فريدمان وأرياه إلياف انفصلا لينشئا الكتلة الديمقراطية الاجتماعية (والتي سُميَت لاحقًا الكتلة الاجتماعية المستقلة).
عملت فريدمان في الكنيست من عام 1974 وحتى 1977. أصبحت مدافعة كبيرة عن حركة حقوق المثليين لأنها جاهرت بمثليتها أمام ابنتها التي بدأت عندها بالابتعاد عنها.
قبل انتخابات عام 1977، شكّلت فريدمان الحزب النسائي. ولكنها لم تتقدم كمرشحة عنه. فشل الحزب في تجاوز 1% من العتبة الانتخابية رغم أنه نجح في جذب الدعم العام لقضايا المرأة. كانت فريدمان مجاهرة فيما يخص قضايا المرأة وجذبت الانتباه العام إلى قضايا لم يسبق مناقشتها بشكل عام في إسرائيل، مثل العنف المنزلي، وسرطان الثدي، والاغتصاب، وزنا المحارم، والدعارة لدى المراهقين. بالإضافة إلى ذلك، ازداد انخراط فريدمان في الحوارات التي تناقش السلام مع الفلسطينيين. في مقابلة لها عام 2015 مع أرشيف السلام اليهودي الأمريكي، تقول فريدمان: «لقد وُجِّهتُ إلى ما أدعوه قضايا السياسة الأجنبية لأنني كنت عضوًا في الكنيست، وكان ذلك عرضيًا بالكامل وغير مخطط له» (بشأن انخراطها في الصراع الفلسطيني). كانت فريدمان من أوائل المؤيدين لإنشاء دولة فلسطينية مستقلة. وشاركت في الاتصالات مع منظمة التحرير الفلسطينية ودعمت ما يُعرَف الآن بحل الدولتين للصراع الفلسطيني الإسرائيلي.
ساعدت فريدمان في خلق شبكة دعم تدافع عن النساء في إسرائيل. ساهمت مع باربرا سويرسكي وآخرين في تأسيس أول مأوى للنساء المتعرضات للعنف المنزلي في إسرائيل، وذلك في حيفا عام 1977. عام 1981، غادرت فريدمان إسرائيل وعادت إلى الولايات المتحدة. ثم عادت لتعيش مرة أخرى في إسرائيل من عام 1997  وحتى 2002، وأسست جمعية النساء المتعلمات التي وفرت التعليم في دراسات المرأة ومحو الأمية الحاسوبية. ما تزال فريدمان تزور إسرائيل بشكل منتظم، وأُقيم على شرفها احتفال في حيفا عام 2007.
عام 1980، كتبت فريدمان مقالًا بعنوان «النشر النسوي في إسرائيل» في مجلة «النشرة الإخبارية لدراسات المرأة». تكلمت فيه عن متاجر الكتب المختلفة التي احتوت كتبًا نسوية بالعبرية وعن وجود ستة دور نشر في إسرائيل تسمح بنشر الأعمال النسوية. تكلمت أيضًا عن قلة وجود كتب نسوية مكتوبة بالعبرية بشكل أصلي، وقلة الجهود المبذولة لنشر الكتابات النسوية.
كتبت فريدمان مذكرات بعنوان النفي في الأرض الموعودة، والتي أهدتها إلى أبيها فيليب برينس والذي تقول عنه في صفحة الإهداء: «إلى من احتذيت بمثاله بشكل كبير». ألفت أيضًا العديد من المقالات والمراجعات.
التحالف اليهودي للعدالة والسلام منظمة مؤيدة لإسرائيل وداعمة للسلام. انتُخبَت فريدمان إلى مجلس المنظمة عام 2002 وأصبحت رئيستها لاحقًا.
عام 2010، اندمج التحالف اليهودي مع منظمة جي ستريت. ومنذ أبريل عام 2007، توقفت فريدمان عن الدفاع عن جي ستريت لشعورها بأن حل الدولتين لم يعد ممكنًا.